# Sjostedtiella pulchella
Sjostedtiella pulchella är en stekelart som beskrevs av Gyöö Viktor Szépligeti 1908. Sjostedtiella pulchella ingår i släktet Sjostedtiella och familjen brokparasitsteklar. Inga underarter finns listade i Catalogue of Life.